# Francisco Pedraza
Francisco Javier Pedraza Abrilot (n. Viña del Mar, V Región de Valparaíso, Chile, 18 de julio de 1988) es un futbolista chileno. Juega de mediocampista.

## Trayectoria
Formado en un comienzo en las divisiones inferiores del Everton de Viña del Mar paso a las inferiores de Santiago Wanderers para debutar el 2007 en ese club, club con el cual a fin de ese año bajo a la Primera B de Chile. Durante el 2008 no tuvo mucha continuidad en Wanderers por lo cual con la llegada del técnico Jorge Aravena se decide enviarlo a préstamo al club de tercera división Unión Quilpué.
Finalizado su préstamo, a fines del 2008, debe regresar a su equipo pero al regresar el técnico no lo toma en cuenta para ser parte del plantel 2009. Después de estar a prueba en el fútbol boliviano recala en Trasandino, de la Tercera División A en aquel momento. Tras su paso por Trasandino regresa a Santiago Wanderers participando en el equipo de futsal pero no es vuelto a tomar en cuenta para el primer equipo con lo cual parte a Deportes Temuco. En el club de la araucania toma un papel protagónico donde disputó doce partidos pero todo esto se vería opacado por un incidente fuera de las canchas donde al ser apuñalado quedaría fuera de lo que restaba de torneo.
A finales del 2010 regresa a Santiago Wanderers donde permanece entrenando para buscar una nueva oportunidad tras su buen paso por Deportes Temuco, su nueva oportunidad se confirmaría con la llegada del técnico Juan Manuel Llop quien lo integra al primer equipo porteño para la temporada 2011. En esta temporada no tendría una regularidad pero si sería de vital importancia durante la liguilla de promoción que disputaría aquel año su club donde salvo a su equipo de perder la categoría. En su siguiente temporada permanece en el club porteño pero no es inscrito para las competiciones oficiales debido a constantes lesiones por lo cual al siguiente año parte a préstamo a Deportes Linares.

## Clubes
| Club                     | País    | Año       |
| ------------------------ | ------- | --------- |
| Santiago Wanderers       | Chile   | 2007-2008 |
| Unión Quilpué            | Chile   | 2008      |
| Trasandino               | Chile   | 2009      |
| Deportes Temuco          | Chile   | 2010      |
| Santiago Wanderers       | Chile   | 2011-2012 |
| Deportes Linares         | Chile   | 2013      |
| Chaco Petrolero          | Bolivia | 2014      |
| Always Ready             | Bolivia | 2015-2016 |
| Fraternidad Tigres Fatic | Bolivia | 2018      |
| Always Ready             | Bolivia | 2018      |
| Unión Maestranza         | Bolivia | 2019-2020 |